# NGC 7688
NGC 7688 (другие обозначения — PGC 71648, ZWG 455.4, ZWG 454.80, KAZ 340, NPM1G +21.0593) — линзообразная галактика (S0) в созвездии Пегас.
Этот объект входит в число перечисленных в оригинальной редакции «Нового общего каталога».